# East Side Gallery
La East Side Gallery (letteralmente «galleria del lato orientale») è un memoriale internazionale alla libertà ed è il maggior tracciato rimasto in posizione originale del muro di Berlino. Questa sezione di muro è lunga 1,3 km ed è interamente dipinta con graffiti fatti da diversi artisti, riguardanti temi come la pace o comunque della caduta del muro in seguito alla fine della cosiddetta guerra fredda. Il lato posteriore fu dipinto nel 1990 e dal 1992 è considerato monumento protetto.

## Posizione
La East Side Gallery è situata sulla Mühlenstrasse, a lato della Sprea. Sorge fra la stazione Berlin Ostbahnhof e la fermata della metropolitana di Warschauer Straße, nel quartiere di Friedrichshain.
Entrando nella "striscia" fra i due muri (laddove quello che guardava ad ovest sopravvive in sporadici tronconi) e lungo la Sprea, si può notare il maestoso Oberbaumbrücke.
Verso il lato di Warschauer Straße sorge un negozio di souvenir all'interno della galleria stessa.
Quella che oggi è identificata come East Side Gallery era, ai tempi della divisione, la parte del muro rivolta a est, da cui il nome. In quel punto il muro correva parallelamente alla Sprea. Per ragioni di spazio non fu possibile costruire tutta la complessa struttura confinaria; d'altra parte la Sprea la rendeva inutile, sostituendo di fatto la striscia di confine nel compito di contenimento tra i due muri, quello est e quello ovest. Le autorità della DDR decisero, pertanto, di erigere un solo muro (la sponda opposta della Sprea apparteneva a Berlino ovest).
La caratteristica curiosa di questa parte del muro è che, pur essendo sul lato che guardava ad est, fu costruito come "muro di confine 75", il muro di quarta generazione che guardava ad ovest.
Al momento della caduta del muro, la futura East Side Gallery era bianca immacolata: questa sorta di enorme "tela" fu offerta agli artisti di murales dell'epoca perché la dipingessero. A questa circostanza si deve la conservazione sotto tutela artistica dell'unico pezzo di muro di Berlino che ancora oggi consente di capire davvero cosa significasse sopportare una presenza così ingombrante nel cuore della città. C'è da ipotizzare, infatti, che la sua conversione in galleria pittorica a cielo aperto l'abbia salvata dall'abbattimento.

## Galleria d'arte
La East Side Gallery è considerata la più estesa galleria d'arte all'aperto del mondo. Essa è ricoperta da circa 106 murales di artisti provenienti da ogni parte del mondo e sono dipinti sul lato orientale del Muro.
Tra i graffiti più famosi si ricordano quello del bacio fra Erich Honecker e Leonid Brežnev e della Trabant che sfonda il muro.
La galleria di graffiti corre anche sul lato opposto del muro, nelle sezioni (più sporadiche) che guardano a ovest. Nel lato interno i disegni cambiano con più frequenza, ma non mancano aggiunte (piccole e grandi) anche in quello stradale.

### Gli artisti

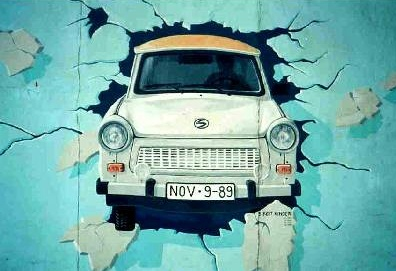
La Trabant che sfonda il muro, la cui targa reca la data del 9 novembre 1989

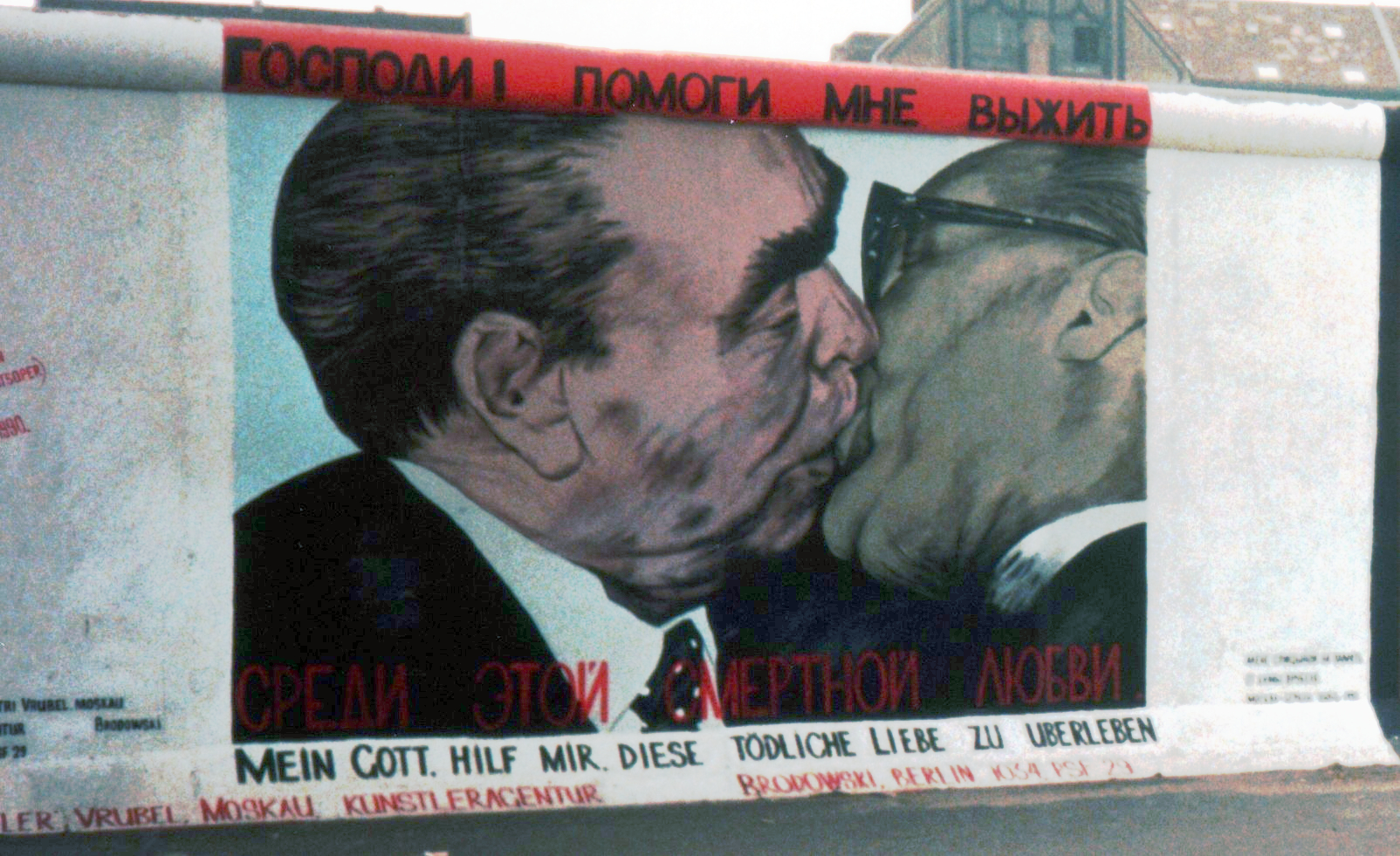
Il bacio tra Brežnev ed Honecker. La scritta in alto, in alfabeto cirillico con traduzione in tedesco nella parte bassa del muro, recita: «Signore! Aiutami a sopravvivere a questo amore letale»

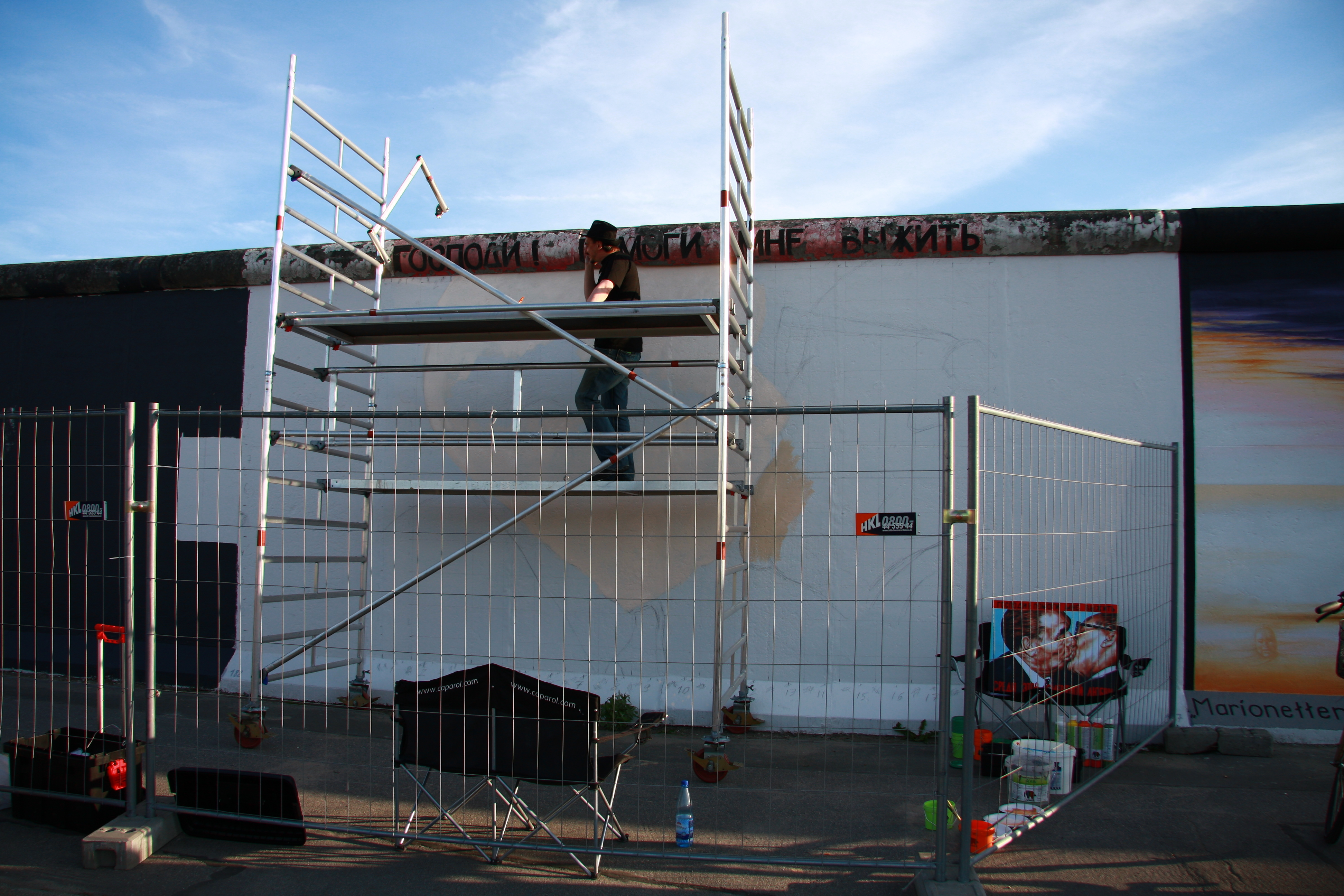
Restauro del bacio fraterno

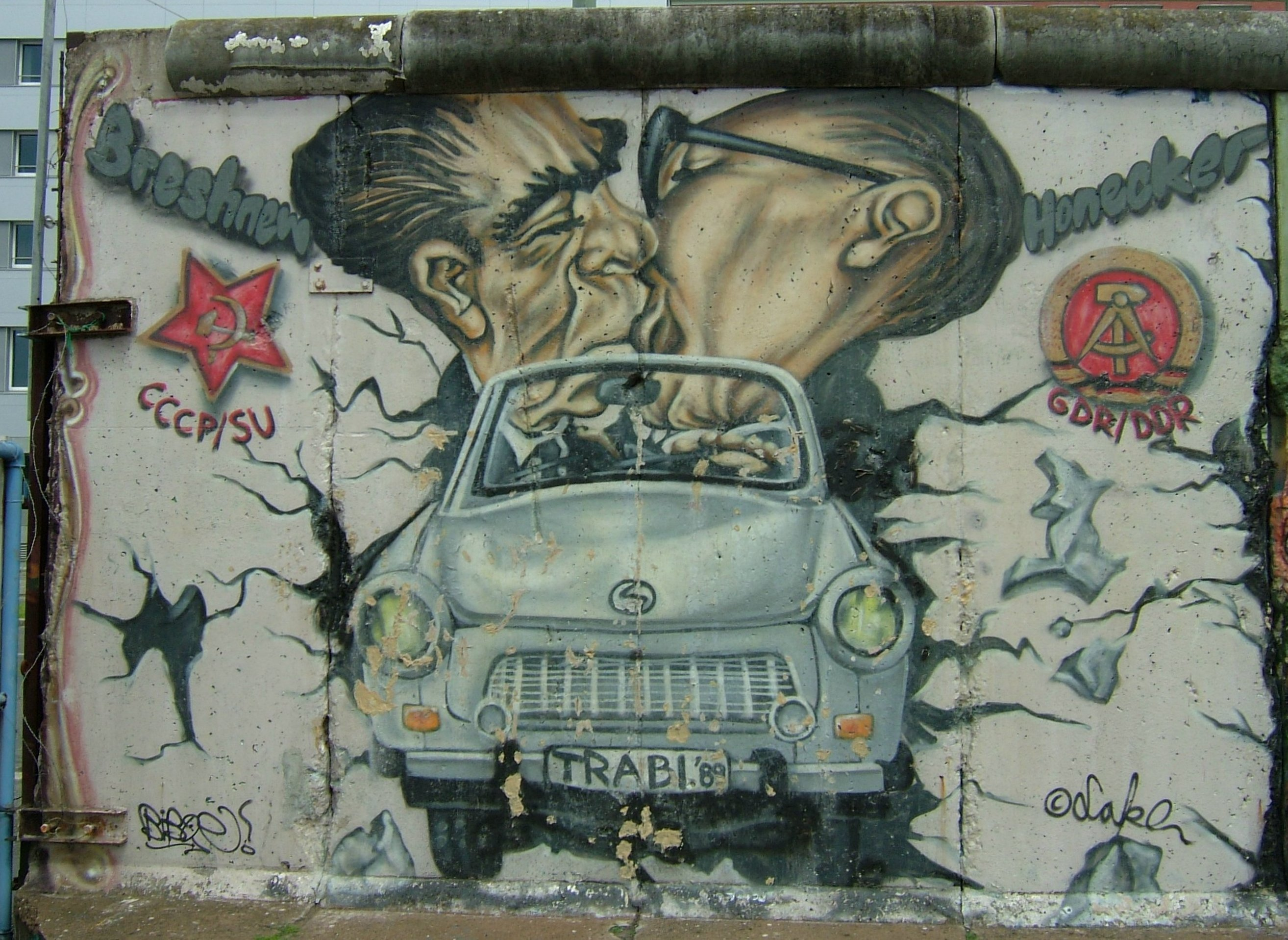
"Fusione" dei 2 famosi graffiti, con Brežnev ed Honecker sulla Trabant

Il primo murales fu dipinto da Christine Mac Lean nel dicembre 1989, poco dopo la caduta del muro. In realtà, le più antiche forme di muralismo fissate sul Muro risalgono alla prima metà degli anni '80. Ci sono pitture di Kasra Alavi, Kani Alavi, Jim Avignon, Thierry Noir (nel 1984), Ingeborg Blumenthal, Ignasi Blanch, di Gisbert (ossia Ignasi Blanch i Gisbert), del notissimo Keith Haring (nel 1986) e di molti altri ancora. Qui una lista degli artisti con gli eventuali titoli dei pezzi: 
1. Oskar Zeichner (Hans Bierbrauer)
2. Narenda K. Jain - Die sieben Stufen der Erleuchtung
3. Fulvio Pinna
4. Kikue Miyatake
5. Günther Schäfer - Vaterland
6. Georg Lutz Rauschebart
7. César Olhagaray - Ohne Titel (senza titolo)
8. Jens-Helge Dahmen
9. Gábor Simon - Space Magic
10. Siegrid Müller-Holtz
11. Ursula Wünsch
12. Oliver Feind, Ulrike Zott - Ohne Titel
13. Ana Leonor Rodriges, Muriel Raoux
14. Muriel Raoux, Kani Alavi - Ohne Titel
15. Ditmar Reiter - Ohne Titel
16. Santoni - Trilogie-Maschine Macht
17. Bodo Sperling - Die Transformation des Pentagramms zu einem Friedensstern in einem Europa ohne Mauern
18. Barbara Greul Aschanta - Deutschland im November
19. Willi Berger - Soli Deo Gloria
20. André Sérit, Karsten Thomas - Du hast gelernt, was Freiheit ist
21. Theodor Chezlav Tezhik - The Big Kremlin's Wind
22. Catrin Resch - Europas Frühling
23. Irina Dubrowskaja - Die Wand muss weichen wenn der Meteorit der Liebe kommt
24. Dmitrij Vrubel' - Mein Gott hilf mir, diese tödliche Liebe zu überleben
25. Marc Engel - Marionetten eines abgesetzten Stücks
26. Alexey Taranin - Ohne Titel
27. Michail Serebrjakow - Diagonale Lösung eines Problems
28. Rosemarie Schinzler - Ohne Titel e Wachsen lassen
29. Rosemarie Schinzler
30. Christine Fuchs - How's God? She's Black
31. Gerhard Lahr - Berlyn
32. Karin Porath - Freiheit fängt innen an
33. Lutz Pottien-Seiring - Ohne Titel
34. Wjatschleslaw Schjachow - Die Masken
35. Dmitrij Vrubel' - Danke, Andrej Sacharow
36. Jeanett Kipka - Ohne Titel
37. Gamil Gimajew - Ohne Titel
38. Jürgen Große - Die Geburt der Kachinas
39. Christopher Frank - Stay Free
40. Andreas Paulun - Amour, Paix
41. Joaquim Antonio Gocalves Borregana - O Povo Unido Nunca Mais Sera Veicido
42. Greta Csatlòs (Künstlergruppe Ciccolina) - Sonic Malade
43. Henry Schmidt
44. Thomas Klingenstein - Umleitung in den japanischen Sektor
45. Karsten Wenzel - Die Beständigkeit der Ignoranz
46. Pierre-Paul Maillé - Ohne Titel
47. Andy Weiß - Geistreise
48. Gabriel Heimler - Der Mauerspringer
49. Salvadore de Fazio - Dawn of Peace
50. Gerald Kriedner - Götterdämmerung
51. Christos Koutsouras - Einfahrt Tag und Nacht freihalten
52. Yvonne Onischke (nata Matzat; nome d'arte 2005 "Yoni") - Berlin bei Nacht
53. Peter Peinzger - Ohne Titel
54. Elisa Budzinski - Wer will, daß die Welt so bleibt, wie sie ist, der will nicht, daß sie bleibt
55. Sabine Kunz - Ohne Titel
56. Jacky Ramier (Jay One) - Ohne Titel
57. Klaus Niethardt
58. Mirta Domaciovic
59. Patrizio Porrachis - Ohne Titel
60. Ines Baier, Raik Hönemann - Es gilt viele Mauern abzubauen
61. Thierry Noir - Ohne Titel
62. Teresa Casanueva - Ohne Titel
63. Stephan Cacciatore - La Buerlinca
64. Karina Bjerregard, Lotte Haubart - Himlen over Berlin
65. Christine Kühn - Touch the Wall
66. Rodolfo Ricàlo - Vorsicht
67. Birgit Kinder - Test the Best
68. Margaret Hunter, Peter Russell - Ohne Titel
69. Peter Russell
70. Margaret Hunter - Joint Venture
71. Sándor Rácmolnár - Waiting for a New Prometheus
72. Gábor Imre - Ohne Titel
73. Pal Gerber - Sag, welche wunderbaren Träumen halten meinen Sinn umfangen
74. Gábor Gerhes - Ohne Titel
75. Sándor Györfly - Ohne Titel
76. Gruppe Stellvertretende Durstende
77. Laszlo Erkel (Kentaur) - You can see Infinity
78. Kani Alavi - Es geschah im November
79. Jim Avignon, Miraim Butterfly, Thomas Fey - Doin it cool for the East Side
80. Peter Lorenz - Ohne Titel
81. Dieter Wien - Der Morgen
82. Jacob Köhler - Lotus
83. Carmen Leidner - Niemandsland
84. Jens Hübner, Andreas Kämper - Ohne Titel
85. Hans-Peter Dürhagen, Ralf Jesse - Der müde Tod
86. Jolly Kunjappu - Dancing to Freedom
87. Susanne Kunjappu-Jellinek - Curriculum Vitae
88. Mary Mackay - Tolerance
89. Carsten Jost, Ulrike Steglich - Politik ist die Fortsetzung des Krieges mit anderen Mitteln
90. Brigida Böttcher - Flora geht
91. Ignasi Blanch i Gisbert - Parlo d'Amor
92. Kiddy Citny - Ger-Mania
93. Petra Suntinger, Roland Gützlaff - Ohne Titel
94. Andrej Smolak - Ohne Titel
95. Youngram Kim-Holdfeld - Ohne Titel
96. Karin Velmanns - Ohne Titel
97. Rainer Jehle - Denk-Mal, Mahn-Mal
98. Kamel Alavi - Ohne Titel
99. Kasra Alavi - Ohne Titel
100. Ingeborg Blumenthal - Der Geist ist wie Spuren der Vögel am Himmel
101. Youngram Kim
102. Keith Haring - murales nel posto di blocco Checkpoint Charlie

### Galleria d'immagini

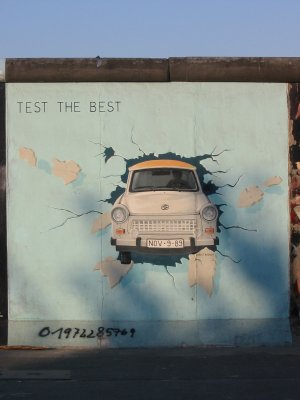
Un dipinto della East Side Gallery.
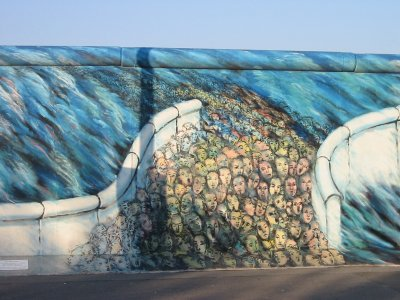
Un dipinto della East Side Gallery.
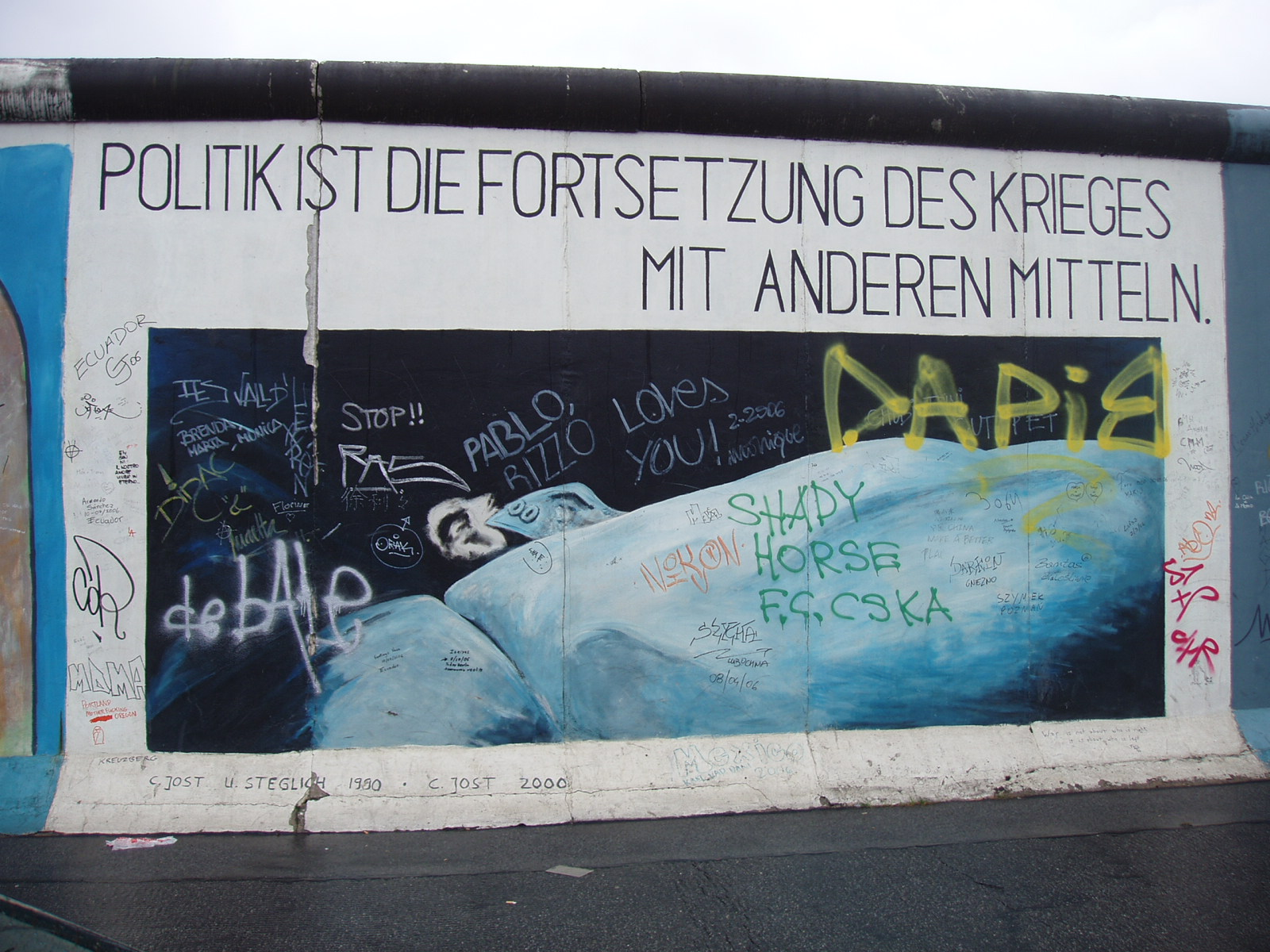
Foto di una sezione del muro di Berlino trovano nella cosiddetta East Side Gallery che corre tra Ostbahnhof e Warschauer Straße. La scritta recita: "La politica è semplicemente la continuazione della guerra con altri mezzi." Questa foto, scattata nell'agosto 2006, è un buon esempio di vandalismo che affligge la East Side Gallery.
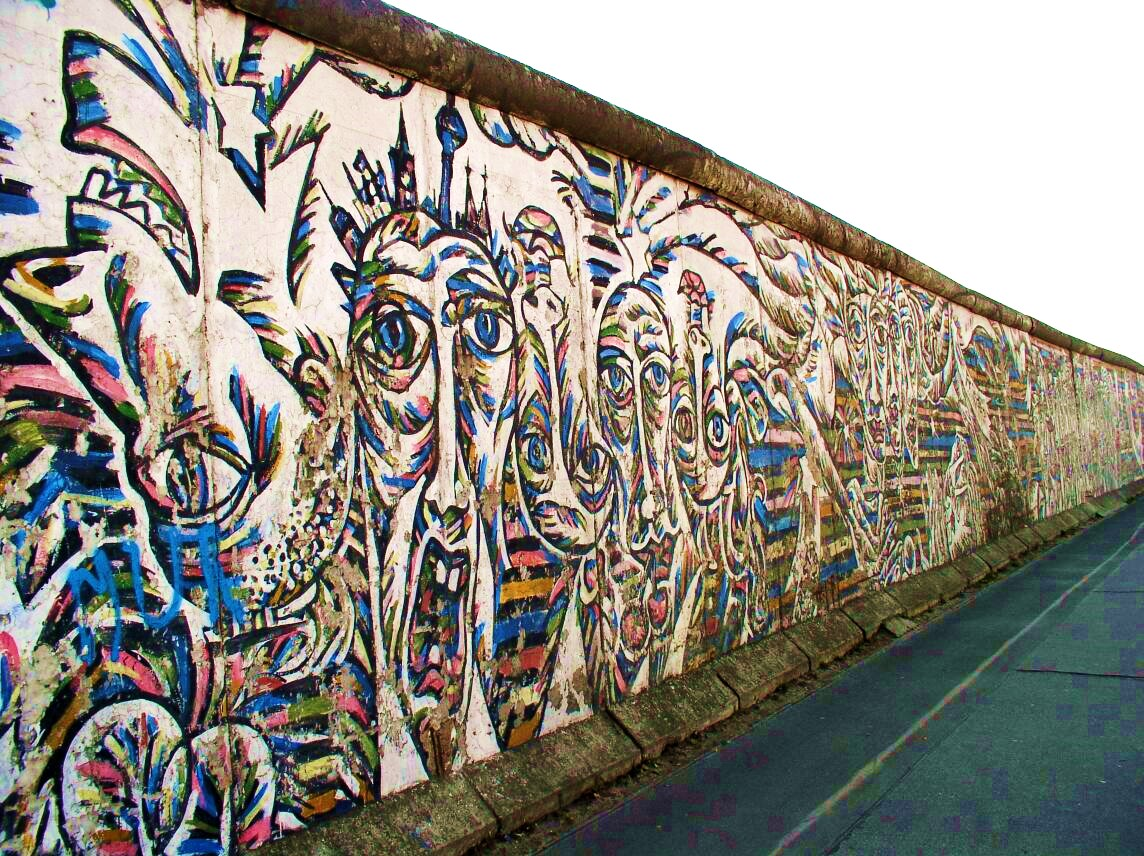
East Side Gallery, Berlino.
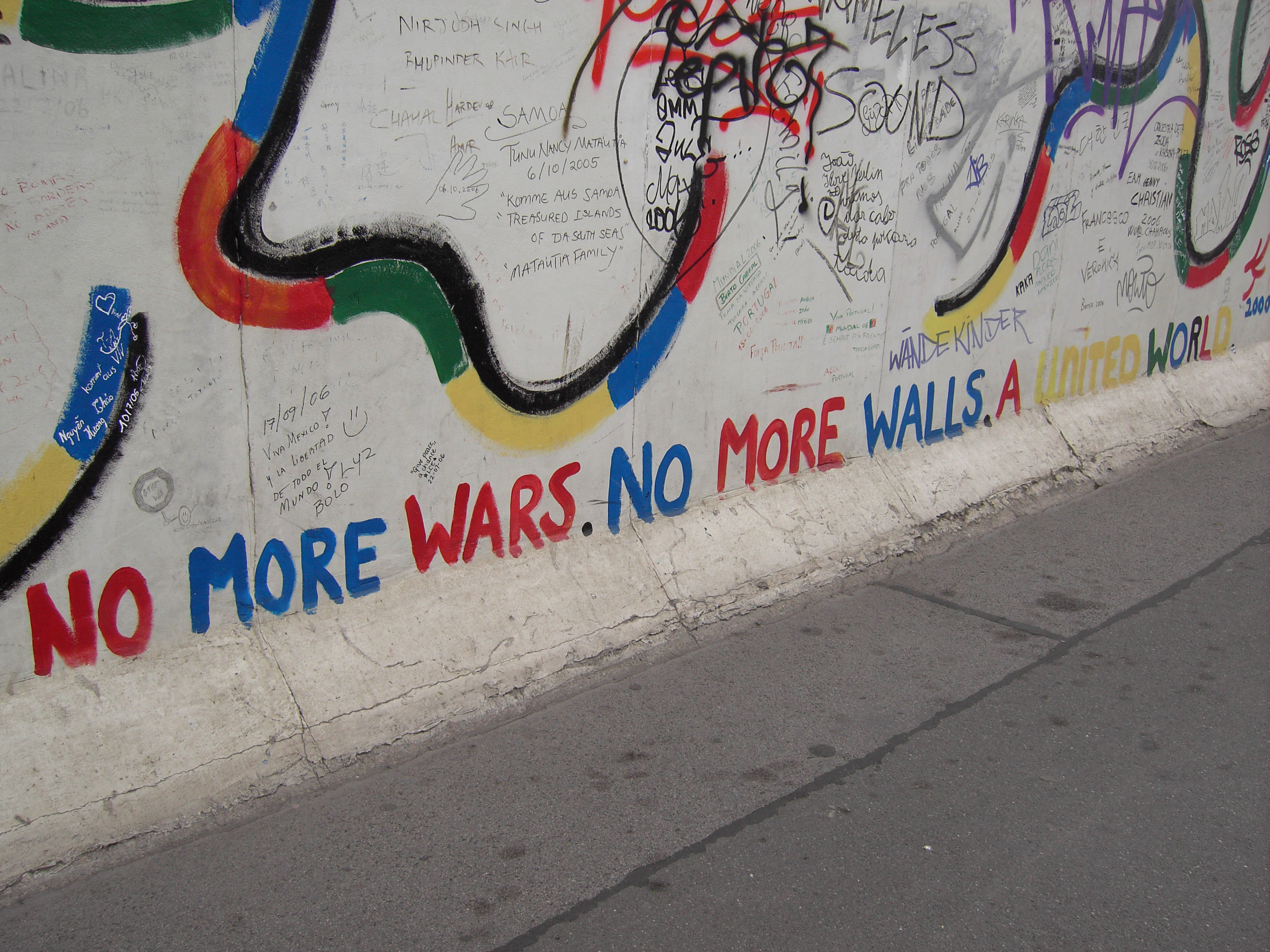
Uno slogan popolare di graffiti su una delle sezioni della East Side Gallery, la lettura: "Non più guerre Nessun muro Un mondo più unito..."
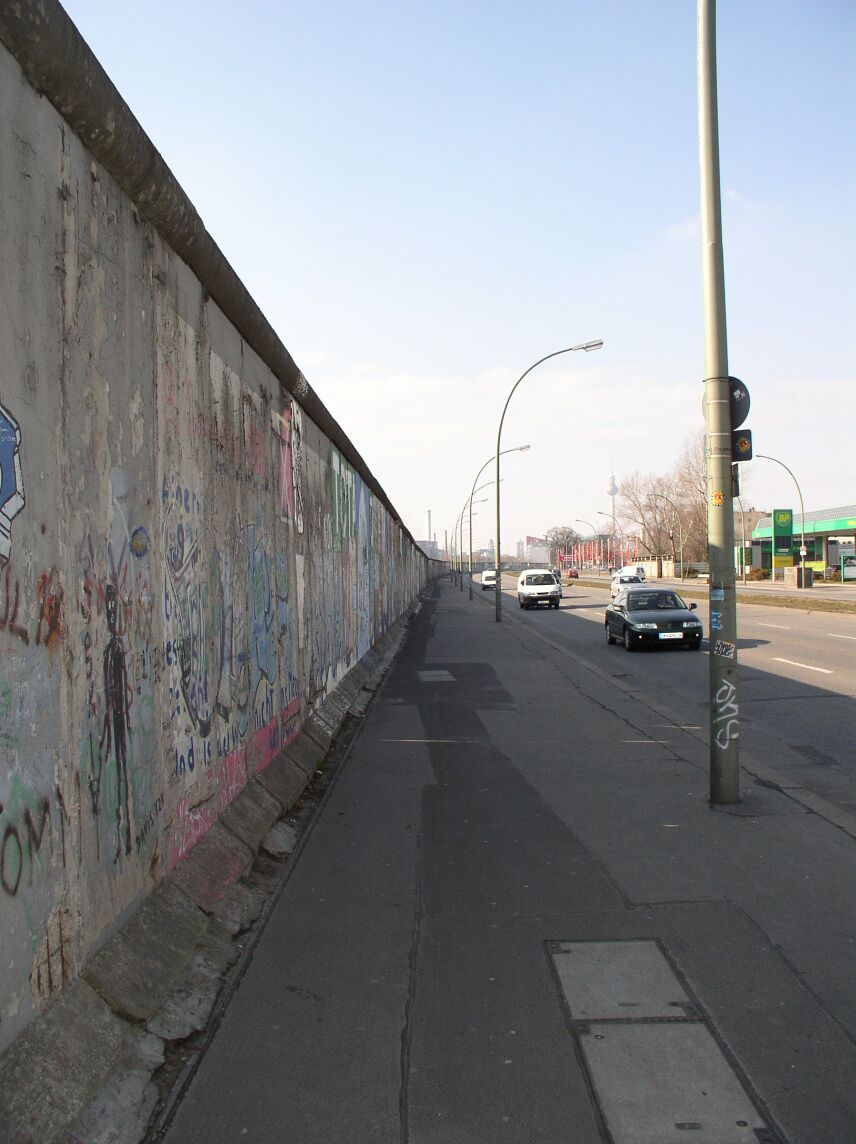
East Side Gallery, Berlino.
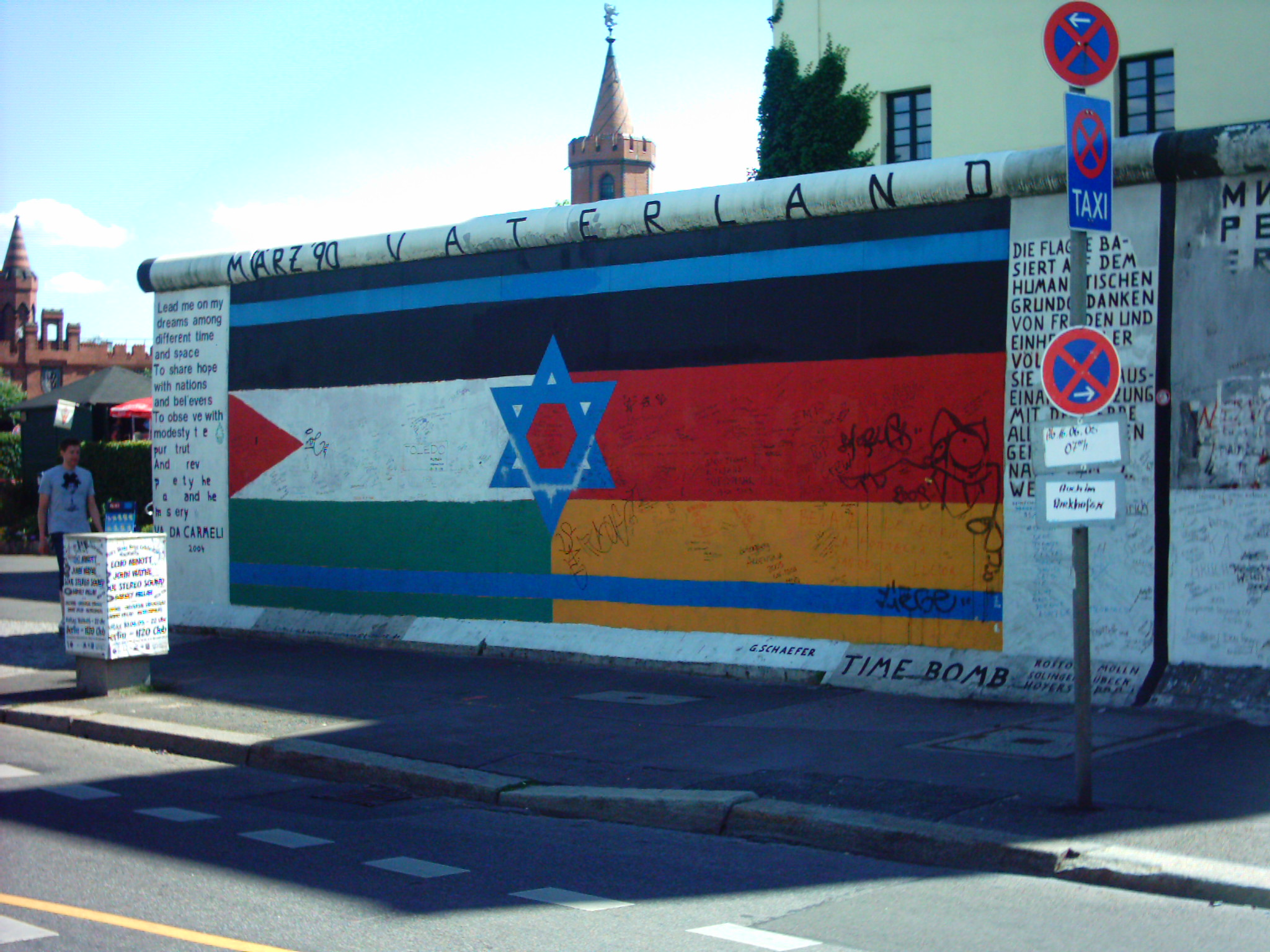
Le bandiere sul Muro di Berlino (East Side Gallery), per esprimere la solidarietà delle nazioni e delle religioni vicino a Oberbaumbrücke lo sfondo di Pittura dal titolo "Patria" di Gunther Schaefer.
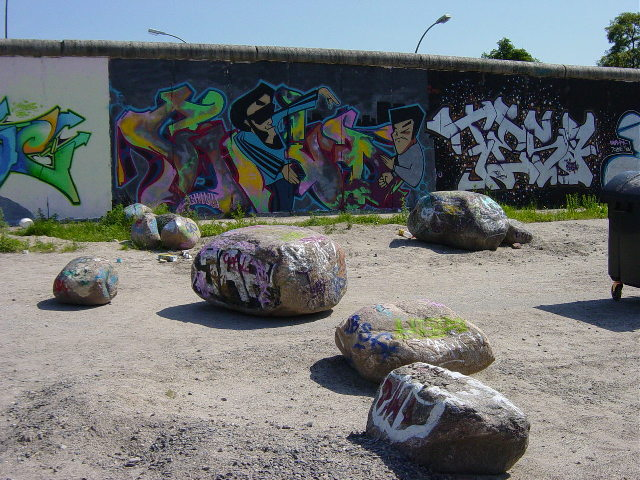
East Side Gallery (parte posteriore), durante il Sandsation Festival 2003.
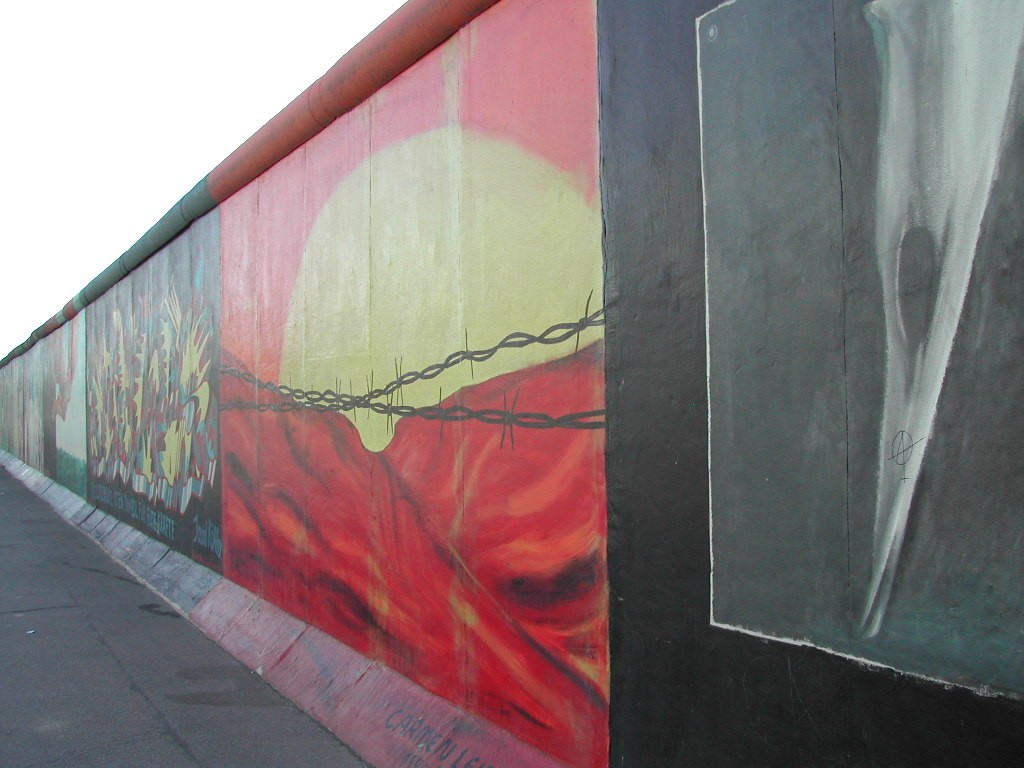
Restaurato parte del muro di Berlino alla East Side Gallery.
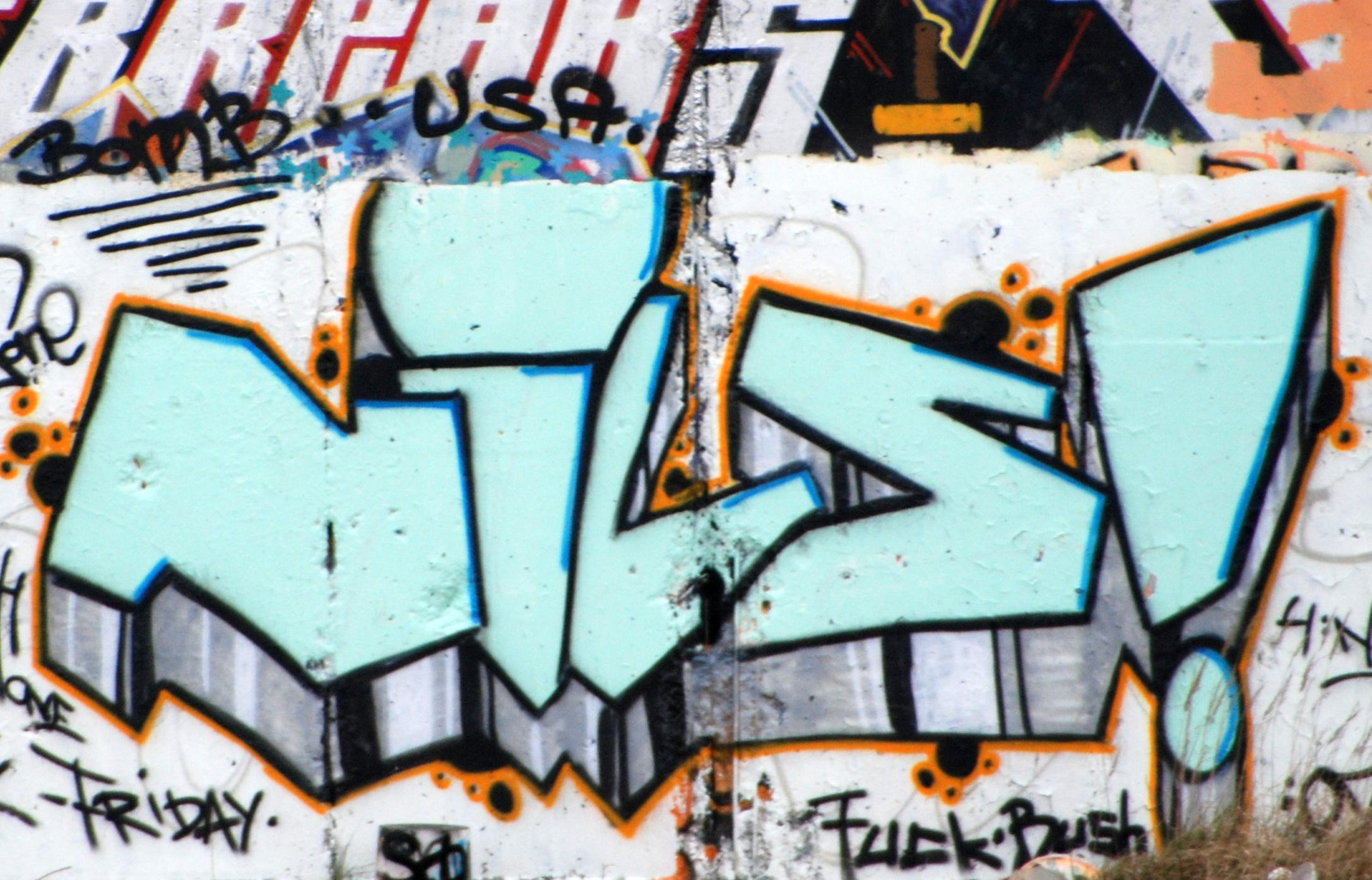
East Side Gallery a Berlino.
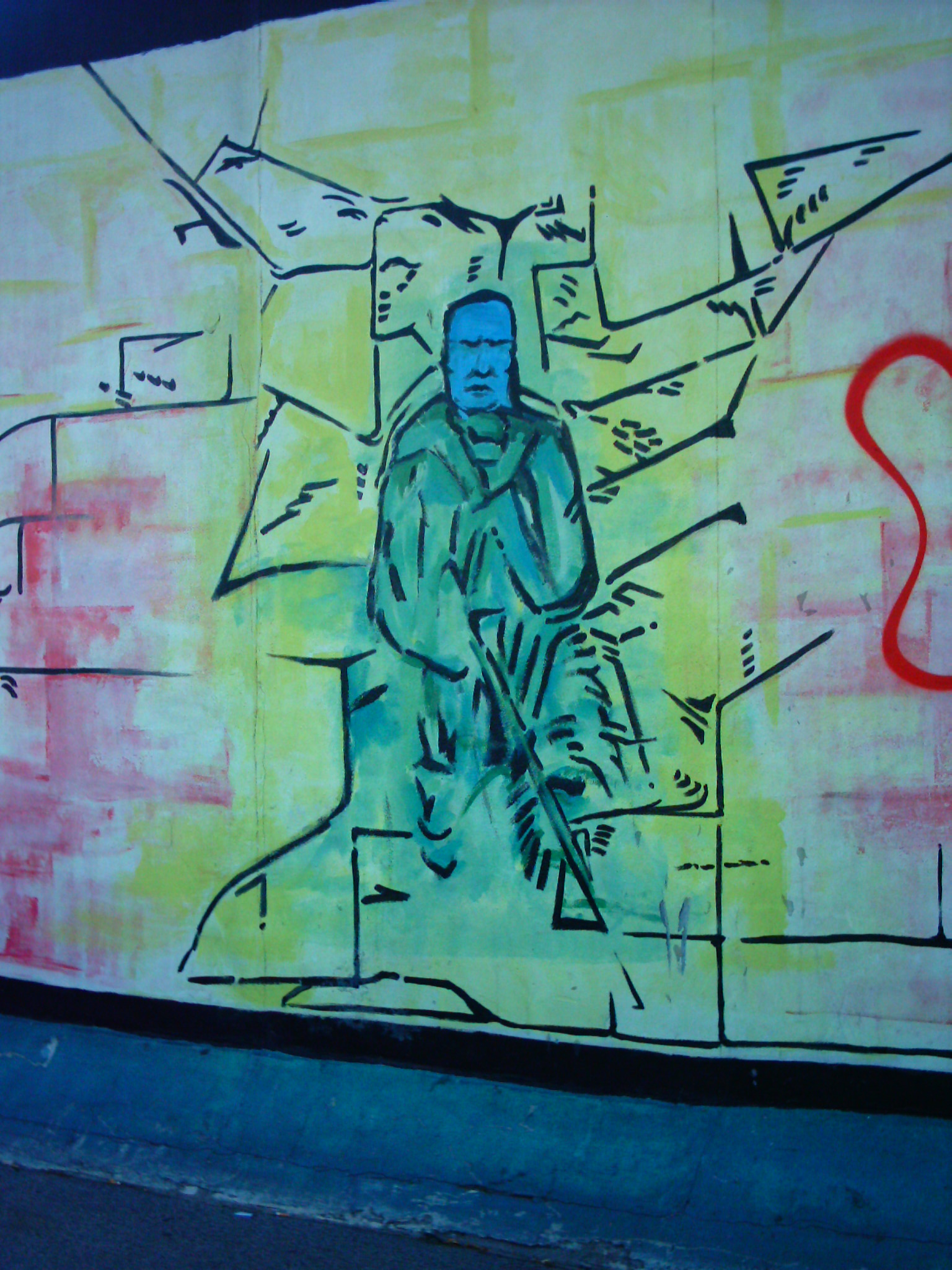
East Side Gallery una selezione di alcuni motivi.
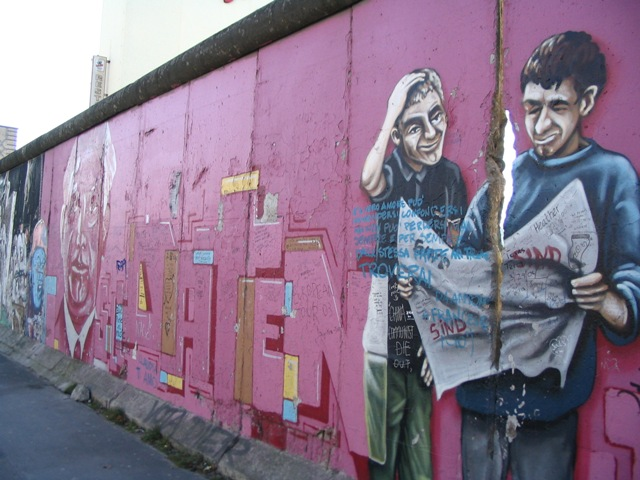
Resti del muro di Berlino nella parte dov'era Berlino Est.
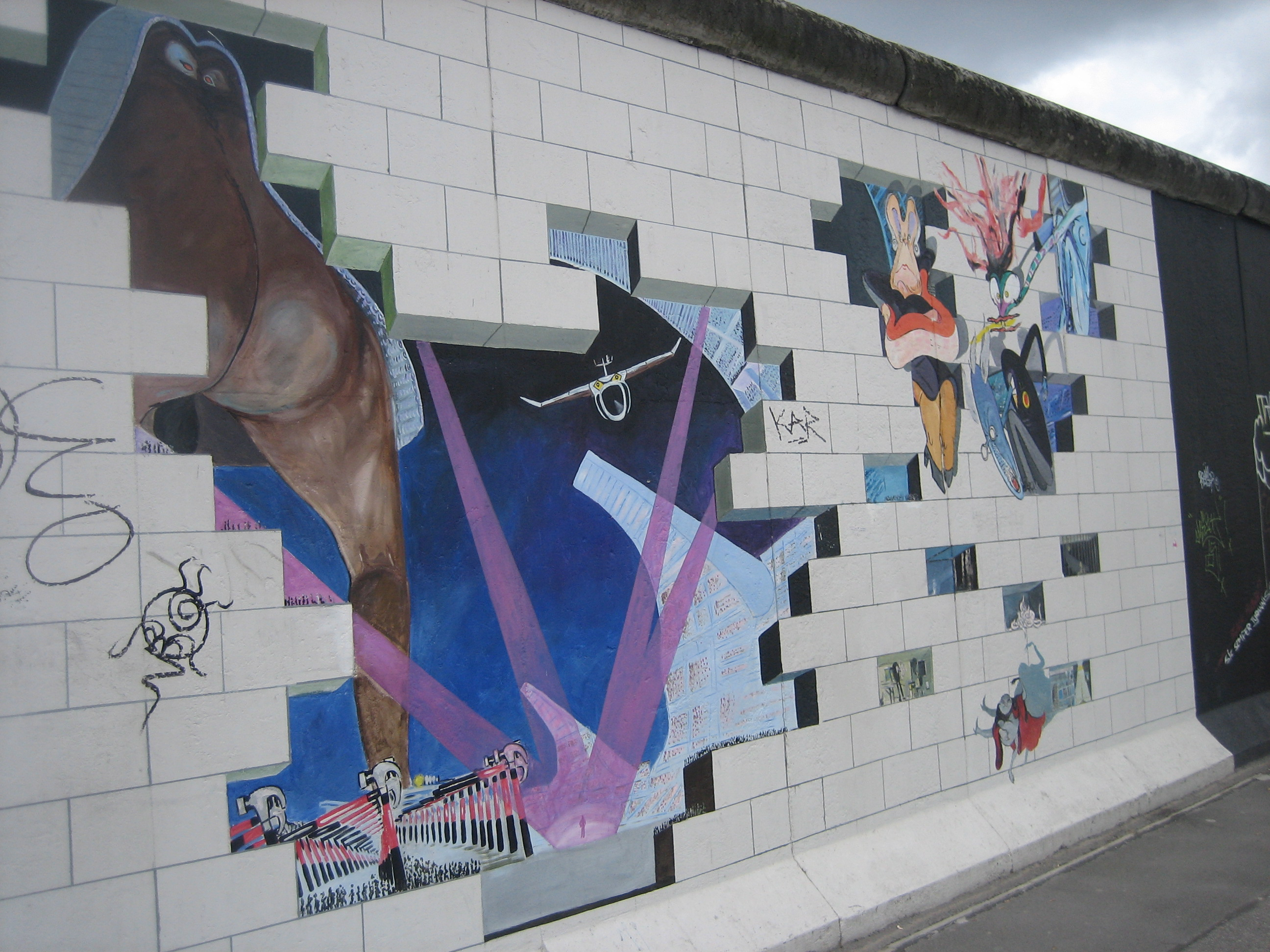
Another brick in the wall
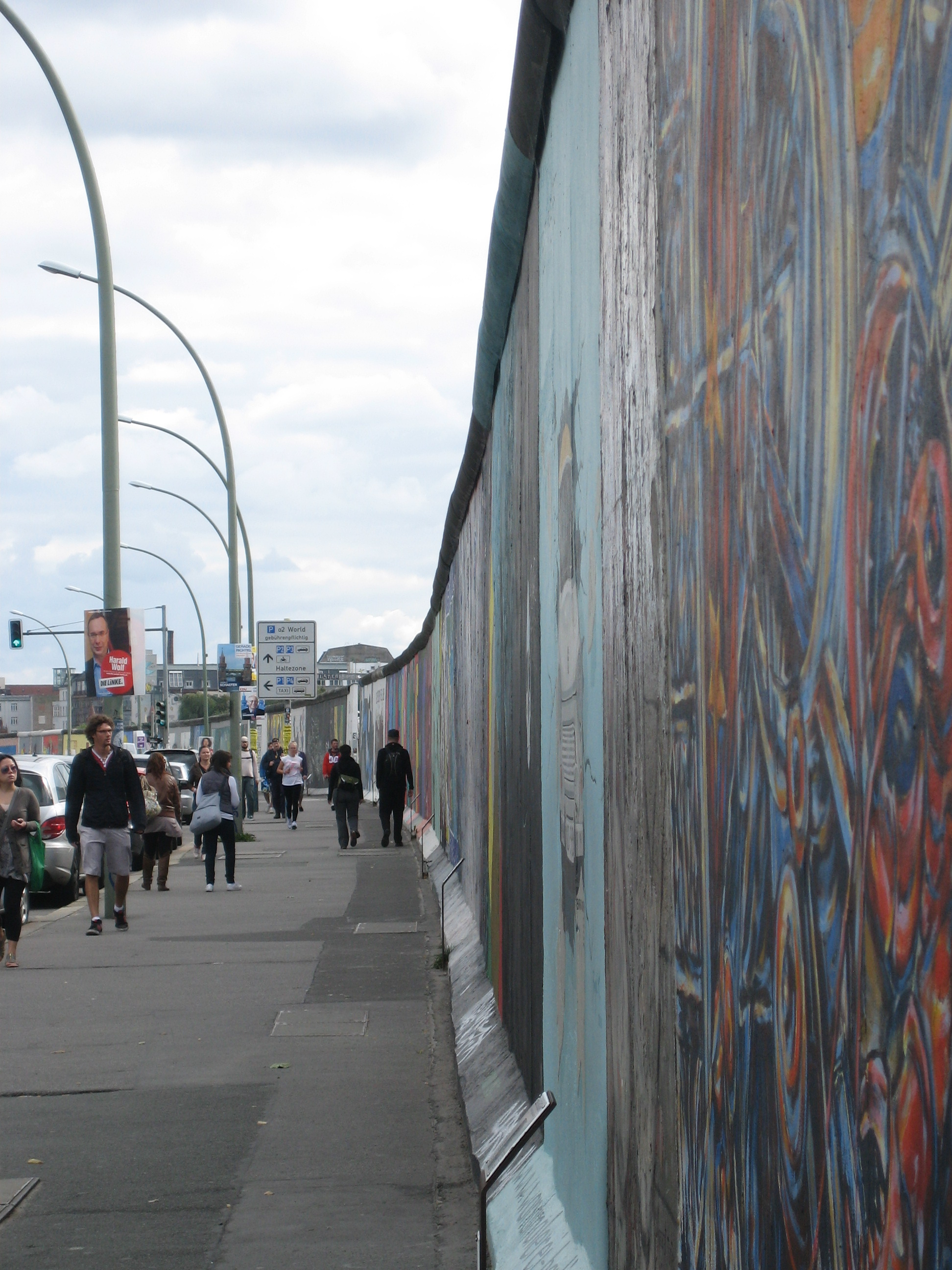
Il muro dell'East Side Gallery
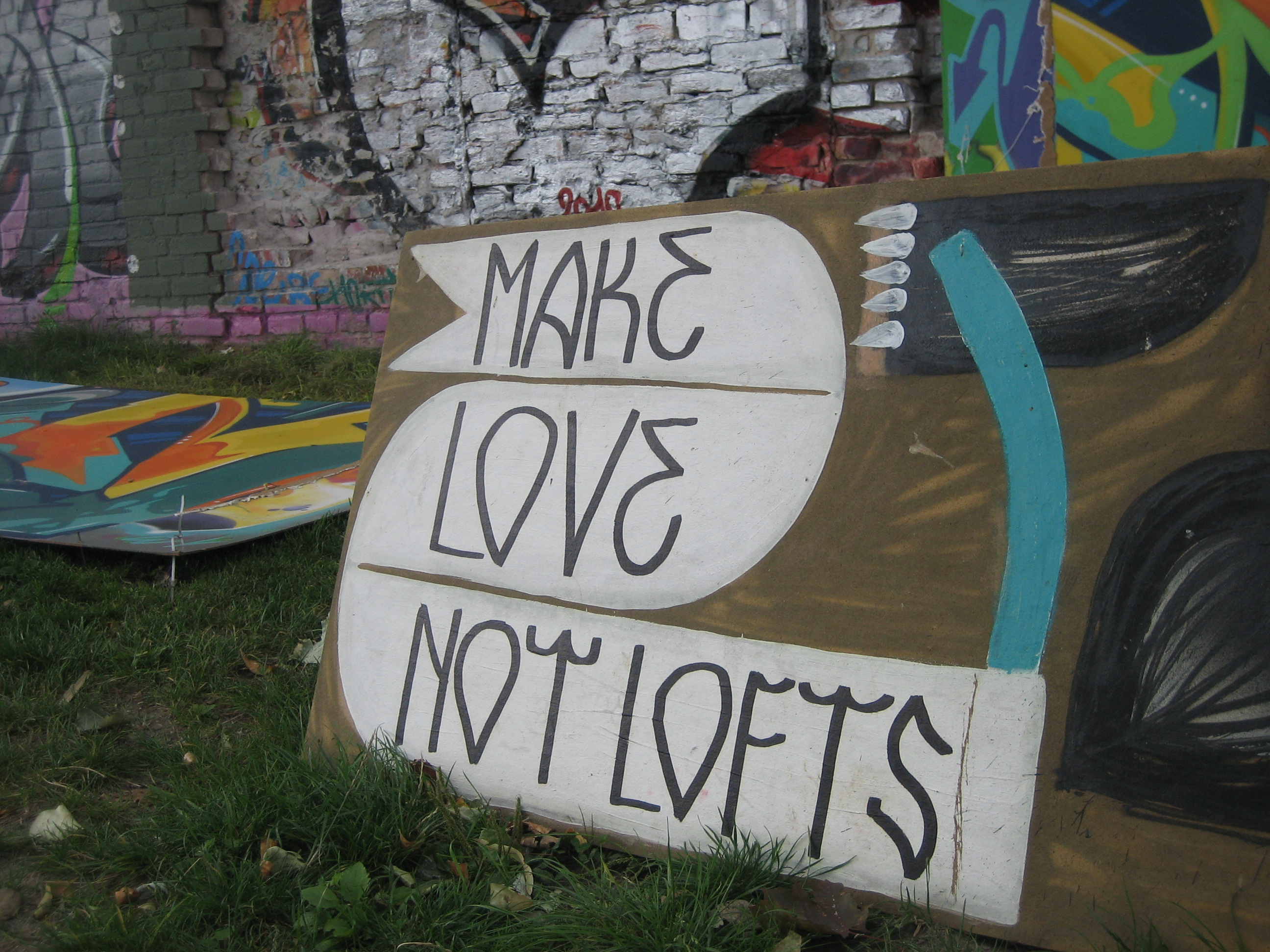
Make love not lofts